# 브리짓 파워스

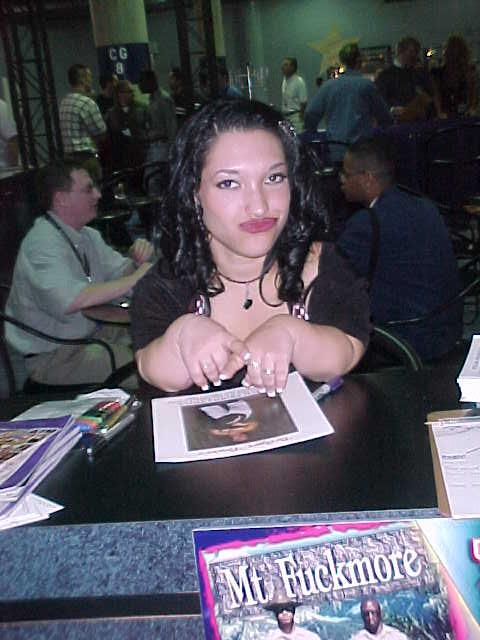

브리짓 파워스(Bridget Powers, 1980년 10월 11일 ~ )는 미국의 포르노 배우, 배우, TV 사회자, 영화배우, 가수이다.
보이시에서 태어났다.

## 영화
- 카인 앤 아벨 (2006년)
- 팁토즈 (2003년)
- S.W.A.T. 특수기동대 (2003년)